# Branchiostoma
Branchiostoma é o gênero classificado na família Branchiostomatidae do grupo dos anfioxos. Estão descritas para este gênero as seguintes espécies:
- Branchiostoma belcheri,
- Branchiostoma calliforniense,
- Branchiostoma capense,
- Branchiostoma caribaeum,
- Branchiostoma floridae,
- Branchiostoma lanceolatum,
- Branchiostoma platae,
- Branchiostoma valdivae e
- Branchiostoma virginiae